# Roxette
Roxette je švédské pop rockové duo, které původně tvořili Marie Fredrikssonová a Per Gessle. Oba zpěváci již před vznikem skupiny byli ve Švédsku známými hudebníky. Marie Fredrikssonová vydala řadu úspěšných sólových alb, zatímco Per Gessle byl hlavním zpěvákem a skladatelem skupiny Gyllene Tider. Oba se spojili, když spolupracovali na nahrávce skladby „Neverending Love“, prvního singlu debutového alba Roxette s názvem Pearls of Passion, která se stala ve Švédsku hitem.
Světoznámou se skupina stala s vydáním alba Look Sharp! v roce 1988. Album obsahovalo skladby „The Look“ či „Listen to Your Heart“. Úspěšnou se stala také skladba „It Must Have Been Love“ ze soundtracku k filmu Pretty Woman z roku 1990, či hlavní singl z jejich třetího studiového alba Joyride z roku 1991, které se stalo jejich nejúspěšnějším albem, po celém světě se tohoto alba prodalo 11 milionů kopií. Během turné „Join the Joyride!“ vystoupili před více než 1,5 miliony diváky. V roce 1992 následovalo album Tourism a v roce 1994 album Crash! Boom! Bang! a v roce 1995 kompilace největších hitů Don't Bore Us, Get to the Chorus!, kterých se po celém světě prodalo nejméně 5 milionu kopií.
Alba Have a Nice Day a Room Service byly vydány v letech 1999 a 2001, přičemž získaly řadu zlatých a platinových ocenění v Evropě i Latinské Americe. Marii Fredrikssonové byl v roce 2002 diagnostikován nádor mozku, což vedlo k delší pauze. Oba protagonisté poté vydali několik sólových alb a Per Gessle se znovu spojil se skupinou Gyllene Tider. Skupina Roxette v roce 2009 začala znovu koncertovat přičemž se vydala na světové turné, které přetrvalo až do roku 2016. Během tohoto období vydali alba Charm School, Traveling a Good Karma. Marie Fredrikssonová v roce 2016 kvůli špatnému zdravotnímu stavu ukončila koncertní činnost. Zemřela 9. prosince 2019 na komplikace způsobené nádorem mozku.
Po skupině ABBA je Roxette druhou nejprodávanější švédskou hudební skupinou. Po celém světě prodali 75 až 80 milionů desek, přičemž v Německu jsou považováni za jednu z nejlépších skupin všech dob s prodejem téměř 6 milionů kopií. Od roku 2021 Per Gessle vydává hudbu pod jménem PG Roxette; jejich debutové album Pop-Up Dynamo! vyšlo v roce 2022. V roce 2024 skupina Roxette oznámila koncertní turné, zpěvačku Marii Frederikssonovou nahradila Lena Philipssonová.

## Historie

### 1978–1987: Vznik a Pearls of Passion
Per Gessle a Marie Fredrikssonová byli přáteli už od roku 1978. Oba hudebníci měli v raných osmdesátých letech ve Švédsku úspěšné kariéry. Gessle byl členem skupiny Gyllene Tider (česky: Zlaté časy), jejíž první dvě alba se ve Švédsku prodala každé v počtu nejméně 150 000 kusů. V roce 1981 Fredriksson nazpívala doprovodné vokály do písně Gyllene Tider „Ingenting av vad du behöver“ (česky: „Nic z toho, co potřebuješ“). O rok později pozval Gessle Fredriksson na konkurz u producenta Gyllene Tider, Larse-Görana „Lasseho“ Lindboma. Lindbom byl Fredrikssoniným hlasem ohromen a nabídl jí sólový kontrakt s švédskou pobočkou EMI. Ten však odmítla s tím, že „jí chybí sebedůvěra“ a že je „příliš nervózní“ na to, aby byla sólovou zpěvačkou. Místo toho se připojila k Lindbomově skupině jako doprovodná vokalistka na rozsáhlém turné po Švédsku.
V roce 1984 nazpívala Fredriksson doprovodné vokály pro první anglické album Gyllene Tider, The Heartland Café, které bylo ve Švédsku vydáno pod původním jménem kapely a v Severní Americe v podobě EP pod názvem Roxette – podle písně skupiny Dr. Feelgood se stejným názvem. Krátce nato začala Fredriksson vydávat sólová alba s folkovými prvky, počínaje deskou Het vind (česky: „Horký vítr“) v roce 1984. Také Gessle se obrátil k sólové tvorbě a v roce 1985 vydal své druhé švédsky zpívané sólové album Scener (česky: „Scény“), na kterém se opět objevila Fredriksson jako vokalistka. Fredriksson vydala své druhé sólové album Den sjunde vågen (česky: „Sedmá vlna“) v únoru 1986.
V této době generální ředitel společnosti EMI, Rolf Nygren, navrhl Fredrikssonové a Gesslemu, aby spolupracovali na nahrání písně v angličtině. Fredriksson byla přáteli a poradci z hudebního průmyslu varována, aby se projektu neúčastnila, protože by to mohlo ohrozit její slibně se rozvíjející sólovou kariéru. Gessle přeložil píseň, kterou napsal s názvem „Svarta glas“ (česky: „Černé brýle“), do angličtiny a vznikl jejich první singl „Neverending Love“. Ten vyšel v létě 1986 pod jménem Roxette a ve Švédsku se ho prodalo přes 50 000 kopií. Roxette rychle nahráli své debutové album Pearls of Passion, které vyšlo později v roce 1986. Alba se nakonec ve Švédsku prodalo přes 280 000 kopií. Píseň „Neverending Love“ a následný singl „Soul Deep“ byly vydány jako singly i v zahraničí, ale mimo Švédsko se neumístily v žádných hitparádách.

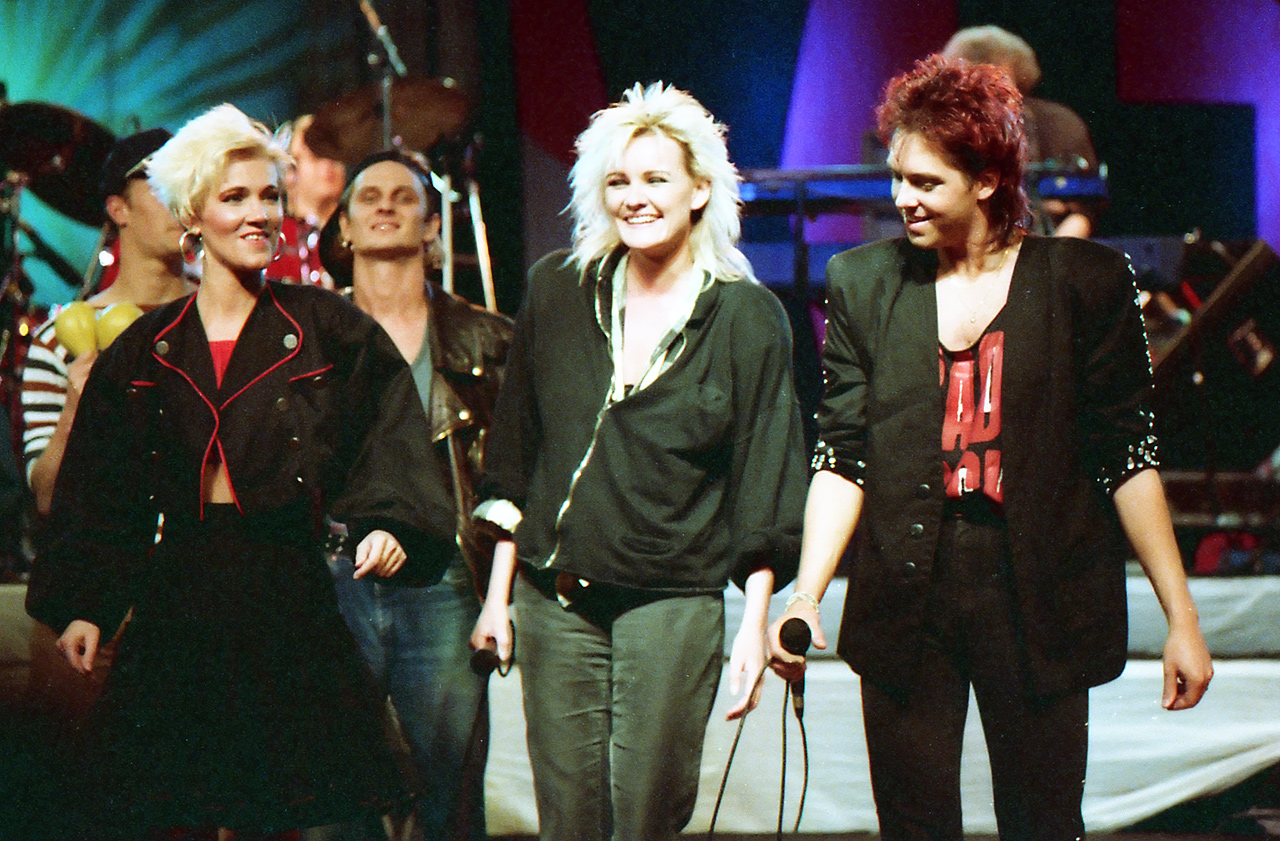
Roxette s Evou Dahlgren během Rock Runt Riket tour v roce 1987

V roce 1987 vydali Roxette album Dance Passion, což byl remix skladeb z jejich debutového alba, a vydali se na turné po Švédsku s názvem „Rock runt riket“ (česky: „Rock kolem království“) spolu s Evou Dahlgren a skupinou Ratata. Všechny tři formace společně nahrály píseň „I Want You“, která vyšla jako samostatný singl mimo alba v červenci téhož roku. Fredriksson v říjnu 1987 vydala své třetí sólové album Efter stormen (česky: „Po bouři“). Bylo to její dosud nejúspěšnější sólové album — obsadilo první místo ve švédské albové hitparádě a získalo platinovou desku od Švédské asociace nahrávacího průmyslu. Album získalo ocenění Nejlepší švédské album na cenách Rockbjörnen za rok 1987, kde Fredrikssonová rovněž obdržela cenu za Nejlepší švédskou zpěvačku.
Později téhož roku vydali Roxette píseň „It Must Have Been Love (Christmas For the Broken Hearted)“. Skladbu napsal Gessle na žádost německé pobočky EMI, která ho požádala, aby „vymyslel inteligentní vánoční singl“. Píseň se ve Švédsku stala hitem a dostala se do první pětky hitparády. Mezinárodní pobočky EMI – včetně té německé – se však rozhodly singl v zahraničí nevydat.

### 1988–1991: Mezinárodní průlom
V rodném Švédsku dua byly jako první dva singly z jejich druhého alba Look Sharp! vybrány skladby „Dressed for Success“ a „Listen to Your Heart“, protože Gessle a EMI Sweden se rozhodli zdůraznit Fredrikssonin zpěv. Gessle uvedl: „Vždycky jsem si myslel, že bychom měli propagovat písně, které zpívá Marie. To, že budu zpívat jako hlavní zpěvák já, nikdy nebylo součástí plánu – alespoň ne pro mě.“ Oba singly se dostaly do první desítky švédské singlové hitparády, zatímco album, které vyšlo ve Švédsku v říjnu 1988, se drželo na prvním místě po dobu 14 týdnů. Hudební kritik Måns Ivarsson byl albem zklamán a posměšně napsal: „Na to, že se skládá ze dvou tak originálních osobností, jako jsou Marie Fredriksson a Per Gessle, zní album neuvěřitelně konvenčně. Nejvíce bijí do očí texty. Gessleho kdysi tak jemné švédské texty se změnily v pusté anglické nesmysly.“ Album však přineslo Roxette jejich první ocenění Rockbjörnen ve Švédsku a Gesslemu jeho první cenu Grammis v kategorii Nejlepší skladatel.
Když se třetí singl z alba Look Sharp!, „The Look“, stal dalším hitem v první desítce ve Švédsku, zůstávali Roxette v zahraničí stále neznámí. Během studia ve Švédsku uslyšel americký výměnný student z Minneapolis, Dean Cushman, píseň „The Look“ a během vánočních prázdnin 1988 si s sebou domů přivezl kopii alba Look Sharp!. Album předal minneapolské rozhlasové stanici KDWB 101.3 FM. Stanice začala skladbu „The Look“ hrát, a na základě pozitivních reakcí posluchačů se píseň stala velmi populární a rychle se rozšířila i do dalších rádií. Hit se začal hrát v rádiu ještě dříve, než byla jakákoli nahrávka Roxette oficiálně vydána nebo propagována na americkém trhu. Příběh o tom, jak se skladba dostala do vysílání, byl pokryt médii v USA i ve Švédsku – rádiem, novinami i televizí. Fredriksson odmítla spekulace, že byl Cushman za předání nahrávky rádiu zaplacen.
EMI předtím považovala Roxette za nevhodné pro americký trh a kapela tam neměla nahrávací smlouvu, ale po nečekaném úspěchu skladby „The Look“ v USA se vedení EMI rozhodlo singl celosvětově vydat a propagovat. „The Look“ a výlisky alba Look Sharp! byly počátkem roku 1989 distribuovány do obchodů s hudbou a rozhlasových stanic. „The Look“ se 8. dubna 1989 stal jejich prvním singlem číslo 1 v USA, kde setrval na vrcholu jeden týden. Průlom Roxette se stal mezinárodním úspěchem, když skladba zároveň ovládla hitparády ve 25 dalších zemích, a na konci roku ji Billboard zařadil mezi 20 největších singlů roku v žebříčku Hot 100.
Následovaly hity, které obsazovaly první příčky hitparád po celém světě. V americké hitparádě Billboard Hot 100 s hity „The Look“, „Listen To Your Heart“, It Must Have Been Love a Joyride obsadili první místa. Další úspěchy zaznamenali s hity „Dangerous“ a „Fading Like a Flower (Every Time You Leave)“.
Celkem vydali 53 singlů, „Dressed For Success“, „Spending My Time“, „Church Of Your Heart“, „How Do You Do!“, „Sleeping in My Car“, „Wish I Could Fly“, „Milk And Toast And Honey“, „Opportunity Nox“ nebo „She's Got Nothing On (But The Radio)“ a další. Jejich tři světová turné vidělo pokaždé okolo 1,5 milionu diváků. Vystoupili i v Číně a Moskvě. Skupina doposud prodala přes 75 milionů desek.

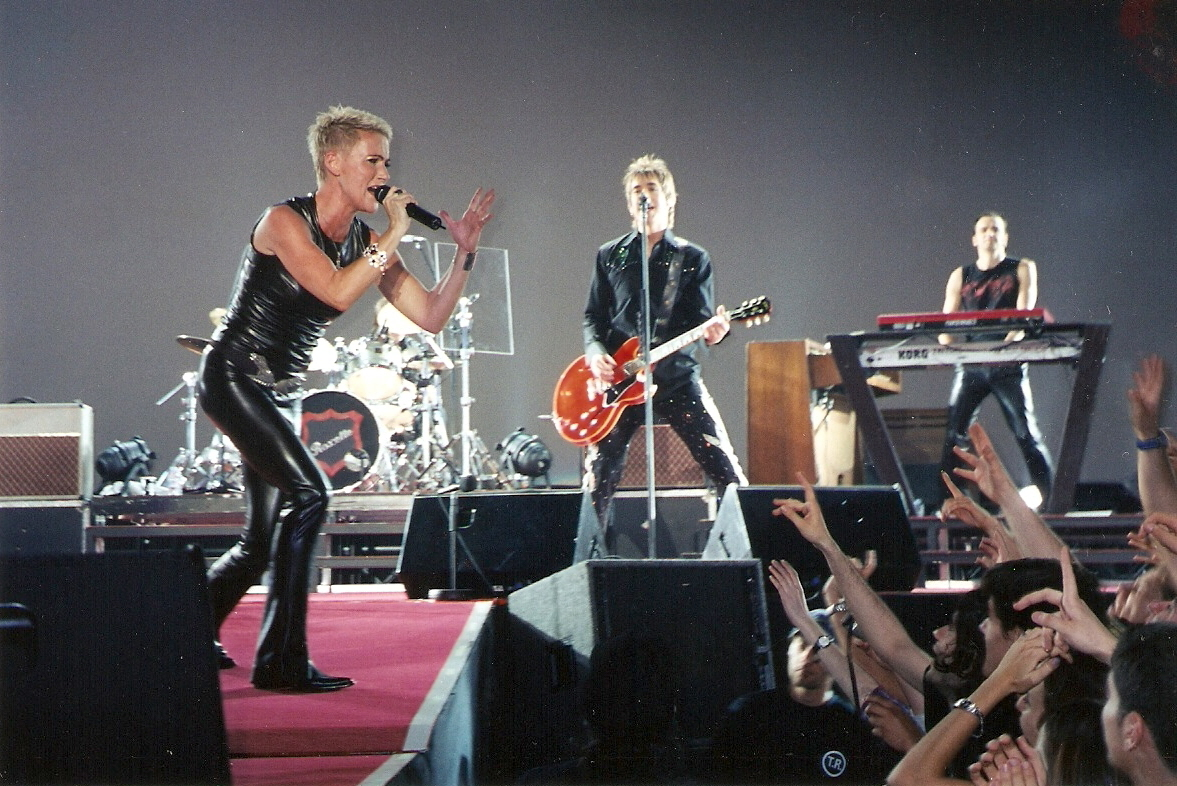
Roxette v roce 2001 během koncertu ve Španělsku.

Když byl v roce 2002 Marii Fredrikssonové diagnostikován mozkový nádor, tak se skupina téměř na deset let odmlčela. Zpěvačka podstoupila operaci a náročnou léčbu. V boji s těžkou nemocí o spolupráci ve skupině nejevila zájem, spíše se věnovala výtvarnému umění, přičemž uspořádala několik výstav svých děl. Pouze v roce 2006 si skupina připomněla 20. výročí svého založení natočením dvou nových skladeb pro album největších hitů a kolekcí 5 CD a DVD s názvem „The RoxBox“. Až v roce 2009 se připojila k Per Gesslemu na dvou koncertech jeho sólovém evropském turné a na podzim se skupina oficiálně vrátila na koncertní pódia, přičemž vystoupili jako hlavní hvězdy turné „Night Of The Proms“, pokaždé se čtyřmi písněmi. Následující rok natočili své osmé novinkové album Charm School, které bylo vydáno 11. února 2011.
V roce 2011 se Marie Frederikssonová do skupiny vrátila natrvalo a ještě téhož roku podnikli velké světové turné, které celkem navštívilo 1,5 milionu diváků ve 46 zemích světa. Během tohoto turné, které skončilo v roce 2012 natočili nové album Travelling.
Skupina zahrála i u příležitosti svatby švédské korunní princezny Victorie Švédské. Marie za klavírního doprovodu  manžela Mikaela také zazpívala v chrámu na svatbě švédské princezny Madeleine Švédské.
Na podzim 2014 se skupina rozhodla podniknout čtvrté světové turné (RoXXXette 30th Anniversary Tour). Během něhož vystoupili v Rusku, Estonsku, Litvě a Finsku. V roce 2015 odehráli koncerty v Austrálii, na Novém Zélandu a v Evropě se zastávkou v Praze a Ostravě. V roce 2016 turné pokračovalo koncerty v Jihoafrické republice a dále byly plánovány koncerty v Evropě a Rusku. 18. dubna ale skupina Roxette vydala tiskovou zprávu, že poslední část RoXXXette 30th Anniversary Tour plánovanou na léto ruší. Důvodem byl zdravotní stav Marie Frederikssonové, které lékaři doporučili již nekoncertovat.
Desáté studiové album Roxette s názvem Good Karma vyšlo 3. června 2016.
V roce 2018 Per Gessle založil skupinu Per Gessle's Roxette, která byla složená s hostujících členů skupiny Roxette.
Marie Fredrikssonová zemřela 9. prosince 2019 po 17 letech boje s rakovinou.

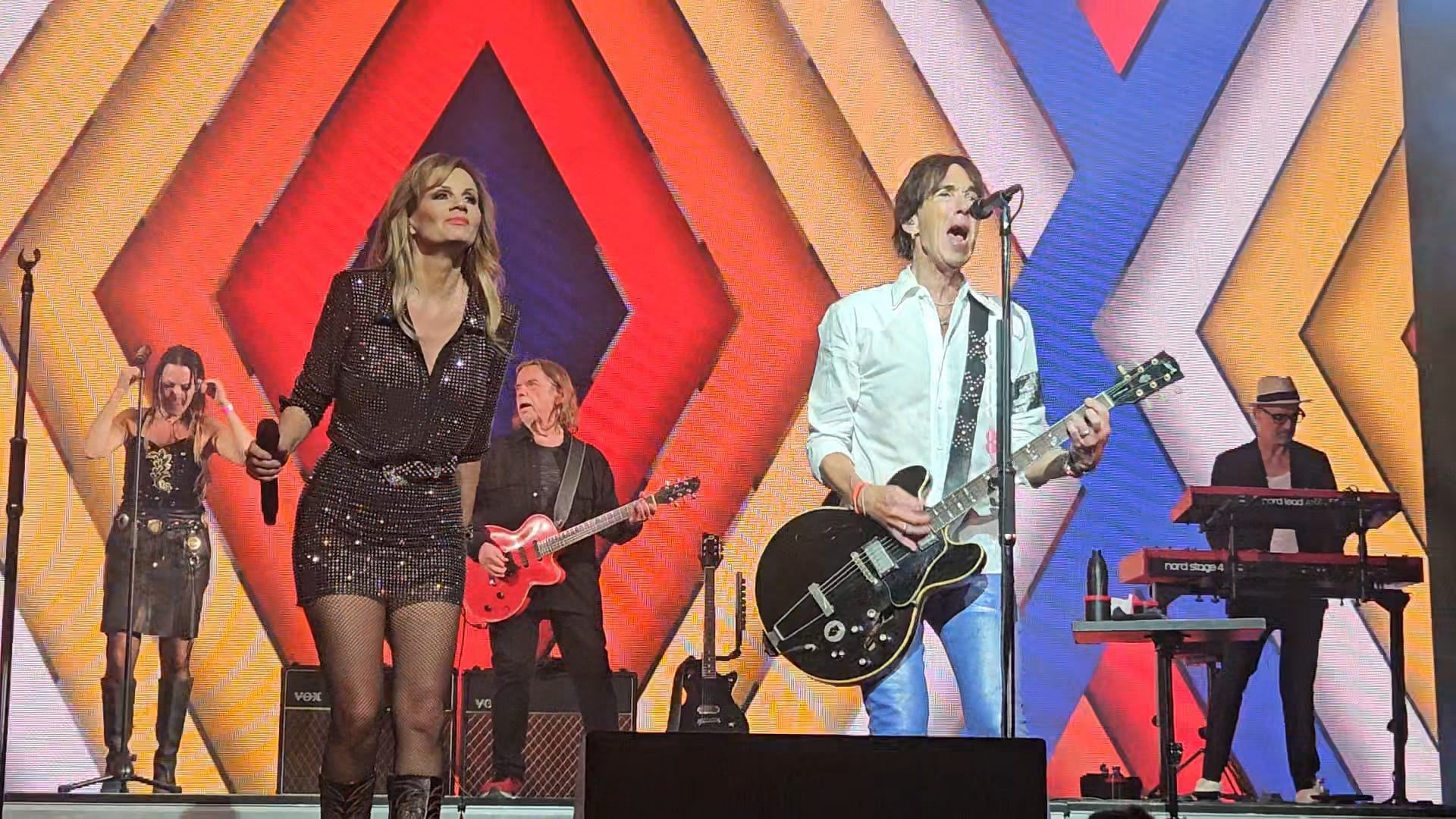
Roxette s Lena Philipssonová na Rock Zottegem, Belgie, 2025

Koncem května 2024 skupina oznámila návrat na pódia a v roce 2025 se vydala na turné nazvané Roxette in Concert Tour po Jižní Africe a Austrálii. Marii Frederikssonovou ve skupině nahradila švédská zpěvačka Lena Philipssonová pro kterou v polovině 80. let byl Per Gessle spoluautorem jejího švédského hitu 'Kärleken är evig' (Love is Eternal). 

## Diskografie

### Studiová alba
- Pearls of Passion (1986)
- Look Sharp! (1988)
- Joyride (1991)
- Tourism (1992)
- Crash! Boom! Bang! (1994)
- Have a Nice Day (1999)
- Room Service (2001)
- Charm School (2011)
- Travelling (2012)
- Good Karma (2016)

### Kompilace
- Dance Passion (the remix album) (1987)
- Rarities (1995)
- Don't Bore Us – Get to The Chorus! – Roxette's Greatest Hits (1995)
- Baladas En Espanol (1996), album dříve vydaných balad nazpívaných ve španělštině
- Don't Bore Us – Get to The Chorus! (US version of the greatest hits album) (2000)
- The Ballad Hits (2002)
- The Pop Hits (2003)
- The Rox Box/Roxette '86–'06 (2006)
- Hits! – Their 20 Greatest Songs (2006)
- Live – Travelling The World (2013)
- XXX – The 30 Biggest Hits (2015)
- The RoxBox! – A Collection Of Roxette's Greatest Songs (2015)

## Sólové projekty

### Per Gessle
- Gyllene Tider (1978–2004)[25]
  - EP (1978)
  - Gyllene Tider (1980)
  - Moderna Tider (1981)
  - Puls (1982)
  - The Heartland Café (1984)
  - Instant Hits – Samtliga Hits 1979–1989 (1989)
  - Parkliv! (1990)
  - Halmstads Pärlor – Samtliga hits! (1995)
  - EP (1996)
  - Atertåget Live! (1997)
  - Konstpaus (2000)
  - Finn 5 Fel! (2004)
  - Dags Att Tanka Pa Refrangen (2013)
- The Lonely Boys (1996)[26]
- Son Of Plumber (2005–2007)[27]
- Per Gessle (1983–2009)[28]
  - Per Gessle (1983)
  - Scener (1985)
  - Demos 1982–86 (1992)
  - The World According To Gessle (1997 + re-edice 2008)
  - Mazarin (2003)
  - En Handing Man (2007)
  - Party Crasher (2009)
  - The Per Gessle Archives (2014)

### Marie Fredriksson
- Mamas Barn (1982)
- A Family Affair – projekt Mikaela Bolyose (manžela Marie) (2007)
- Marie Fredriksson (1984–2007)[29]
  - Het Vind (1984)
  - Den Sjunde Vågen (1985)
  - Efter Stormen (1987)
  - Den Ständiga Resan (1992)
  - I En Tid Som Vår (1996)
  - Äntligen / Marie Fredriksson Bästa 1984–2000 (2000)
  - The Change (2004)
  - Min Bäste Vän (2006)
  - Nu! (2013)